# Кінг-Сіті (Міссурі)
Кінг-Сіті (англ. King City) — місто (англ. city) в США, в окрузі Джентрі штату Міссурі. Населення — 799 осіб (2020).

## Географія
Кінг-Сіті розташований за координатами 40°3′2″ пн. ш. 94°31′31″ зх. д. / 40.05056° пн. ш. 94.52528° зх. д. (40.050567, -94.525167).  За даними Бюро перепису населення США в 2010 році місто мало площу 3,58 км², уся площа — суходіл.

## Демографія
Згідно з переписом 2010 року, у місті мешкало 1013 осіб у 411 домогосподарстві у складі 266 родин. Густота населення становила 283 особи/км².  Було 465 помешкань (130/км²).
Расовий склад населення:
| - 98,4 % — білих - 0,3 % — азіатів - 0,1 % — корінних американців - 0,1 % — чорних або афроамериканців |

До двох чи більше рас належало 0,9 %. Частка іспаномовних становила 1,1 % від усіх жителів.
За віковим діапазоном населення розподілялося таким чином: 25,9 % — особи молодші 18 років, 53,2 % — особи у віці 18—64 років, 20,9 % — особи у віці 65 років та старші. Медіана віку мешканця становила 40,0 року. На 100 осіб жіночої статі у місті припадало 86,6 чоловіків;  на 100 жінок у віці від 18 років та старших — 83,2 чоловіків також старших 18 років.
Середній дохід на одне домашнє господарство  становив 49 658 доларів США (медіана — 39 152), а середній дохід на одну сім'ю — 63 343 долари (медіана — 56 250). Медіана доходів становила 37 083 долари для чоловіків та 30 694 долари для жінок. За межею бідності перебувало 22,3 % осіб, у тому числі 27,2 % дітей у віці до 18 років та 10,1 % осіб у віці 65 років та старших.
Цивільне працевлаштоване населення становило 454 особи. Основні галузі зайнятості: освіта, охорона здоров'я та соціальна допомога — 30,6 %, роздрібна торгівля — 13,4 %, виробництво — 12,1 %.